# 미키 17
《미키 17》(영어: Mickey 17)은 2025년 2월 28일에 개봉한 블록버스터 SF 영화이다. 봉준호가 감독과 각본을 맡았으며, 에드워드 애슈턴의 소설 《미키7》이 영화의 원작이다.
미국 개봉 한 달만인 2025년 4월 7일 오후 9시부터 아마존 프라임 등 OTT 플랫폼에서 상영 결정되면서 극장 상영을 마무리하는 수순을 밟게 됐다.

## 줄거리
2050년, 살인적인 사채업자에게서 벗어나기 위해 미키 반스와 그의 친구 티모는 우주선 승무원들과 함께 얼음 행성 니플헤임을 식민지화한다. 티모는 우주왕복선 조종사가 되고, 미키는 "익스펜더블"로 합류한다. 이 직업은 매우 위험한 임무를 수행하는 논란의 여지가 있는 직업으로, 미키의 죽음으로 "재인쇄"라는 과정을 통해 복원된 기억을 가진 새로운 클론이 생성된다. 이 항해 중 미키와 보안 요원 나샤 사이에 로맨스가 시작된다.
4년 후, 우주선은 니플헤임에 도착한다. 우주선의 과학자들은 여러 개의 미키를 이용하여 행성의 병원균에 대한 백신을 개발한다. 열일곱 번째 미키는 "크리퍼"라는 토착 생명체를 포획하기 위해 파견되지만, 균열에 빠진다. 티모는 미키의 귀중한 화염 방사기를 되찾지만, 편의상 미키를 죽게 내버려 둔다. 크리퍼들은 미키에게 몰려들지만, 그를 잡아먹는 대신 지상으로 데려간다.
미키는 우주선으로 돌아와 공격적인 미키 18호가 인쇄된 것을 보고 놀란다. 원정대의 지도자인 정치인 케네스 마셜은 클론이 "여러 개" 생성될 경우 모든 클론을 제거하겠다고 맹세했다. 결국 미키 18은 미키 17을 죽이려 하지만, 17은 살아남기 위해 비밀리에 임무와 죽음을 번갈아 가며 하자고 제안한다. 티모가 화염방사기 연료를 마약으로 판매하는 것을 목격하면서 두 사람의 관계는 중단된다. 티모의 학대에 분노한 미키 18은 티모를 죽이려 하지만 나샤가 방해하자 마음을 누그러뜨린다. 18은 나샤와 함께 떠나고, 17은 마셜, 그의 아내 일파, 그리고 보안 요원 카이와 함께 저녁 식사를 하러 간다. 저녁 식사에서 미키 17은 실험용 고기와 진통제를 먹은 것에 심각한 반응을 보인다. 카이는 미키 17이 처형당하는 것을 막고 자신의 방으로 데려오지만, 미키 17은 카이가 유혹하려 하자 나샤에게 도망친다.
나샤는 클론에 대해 알게 되고 받아들이지만, 카이는 우연히 세 사람을 발견하고 보고하려 한다. 미키 17이 18에게 저녁 식사 사건을 알리자, 격분한 18은 원정을 기념하기 위해 니플하임 바위를 제막하는 공개 행사에서 마샬을 죽이기로 결심한다. 바위에서 두 마리의 아기 크리퍼, 루코와 조코가 나타나 공황 상태에 빠진다. 미키 17은 조코를 붙잡지만, 루코는 마샬을 놀라게 한 경비원에게 살해된다. 나샤는 미키 18이 마샬을 죽이려는 것을 막지만, 멀티플이 드러나면서 미키 17, 18, 그리고 나샤가 체포된다.
한편, 수천 마리의 크리퍼가 우주선 밖에 모여 조코를 부르고 있다. 감옥에서 미키 17은 크리퍼가 자신을 도왔다고 말하며 나샤에게 크리퍼가 지성을 가지고 있음을 깨닫게 한다. 티모는 사채업자의 명령에 따라 미키 17의 사체를 절단하기 위해 도착하는데, 사채업자는 원정대에 요원을 두고 있다. 미키 18은 17을 대신하여 계략을 꾸며 나샤가 탈출하여 티모를 제압하도록 하지만, 경비가 개입하여 그들을 모두 마샬에게 데려간다.
마샬은 크리퍼를 제거하겠다는 계획을 발표하고, 미키의 기억 백업을 파기하여 재인쇄를 방지한다. 일파는 마샬을 설득하여 미키들을 밖으로 내보내 요리용 크리퍼 꼬리를 모으는 경쟁을 하게 하고, 승자는 살아남도록 한다. 미키들은 규칙을 준수하도록 원격 폭발 폭탄 조끼를 착용한다.
밖으로 나온 미키들은 크리퍼의 리더를 찾아낸다. 마샬은 크리퍼와 그들이 임무를 완수하지 않자 보안팀을 이끌고 크리퍼들을 제거하려 한다. 미키 17은 번역기를 사용하여 크리퍼의 어머니에게 마샬의 계획을 경고하고, 어머니는 조코를 풀어주고 루코의 죽음에 대한 보상으로 인간을 희생하라고 요구한다. 미키 17은 나샤에게 조코를 풀어주라는 신호를 보낸다. 나샤는 조코를 풀어주기 위해 일파를 인질로 잡고, 비밀리에 마샬을 상대로 활동하던 보안 요원들이 일파를 체포한다. 미키 18은 마샬과 싸우고 그의 조끼를 폭파하여 크리퍼의 요구를 충족시키기 위해 마샬과 자신을 모두 죽이다.
그 후 미키 17과 나머지 원정대는 크리퍼와 화해하고, 마샬과 일파의 협력자들은 재판에 회부된다. 일파는 나중에 자살한다. 고리대금업자는 티모를 공격하지만, 티모는 정당방위로 그를 살해하고 이 사건을 고리대금업자에게 불리한 증언으로 삼는다. 나샤가 식민지의 정치 지도자가 된다. 봄이 찾아오고, 식민지 기공식이 거행되는 동안 미키 17(이제 다시 미키 반스로 불림)이 복제 장치를 파괴하여 익스펜더블 프로그램을 종식시킨다.

## 출연
- 로버트 패틴슨 - 미키 반스 / 미키17 / 미키18 역
- 나오미 애키 - 나샤 배리 역
- 마크 러팔로 - 케네스 마셜 역
- 토니 콜렛 - 일파 마셜 역
- 스티븐 연 - 티모 역
- 아나마리아 바르톨로메이 - 카이 캐츠 역
- 홀리데이 그레인저 - 빨간 머리 역
- 대니얼 헨셜 - 프레스턴 역
- 캐머런 브리턴 - 아카디 역
- 패치 퍼랜 - 도로시 역
- 스티브 박 - 지크 역
- 앵거스 임리 - 찰리 역
- 팀 키 - 비둘기 인형탈 역
- 토머스 터구스 - 바주카병 역
- 엘런 로버트슨 - 제니퍼 칠턴 역
- 에드워드 데이비스 - 앨런 매니코바 역
- 이언 핸모어 - 데리어스 블랭크 역
- 새뮤얼 블렝킨 - 채무자 역
- 브론윈 제임스 - 접수원 역
- 아나 무글라리스 - 마마 크리퍼 역 (목소리)